# 地球大紀行
『地球大紀行』（ちきゅうだいきこう）は、1987年にNHKの総合テレビで放送された全12回の連続科学番組である。NHK特集の大型・シリーズ番組の1つとして、月1回の間隔で放送された。
音楽は吉川洋一郎、ナレーションは桜井洋子と山本和之が担当した。第29回科学技術映画祭科学技術庁長官賞を受賞。漫画版も1990年代と2010年代に再版されるなど反響を呼び、日本の高等学校における理科教育にも影響した。また『生命40億年はるかな旅』（1994年）や『地球大進化〜46億年・人類への旅』（2004年）といった後継の『NHKスペシャル』地球史シリーズの土台を作ったとも評価されている。

## 内容
地球の誕生から現在までを順を追って、地球がどのような進化を遂げてきたかを12回に亘り紹介したNHK特集である。1987年の作品であるためCG技術も高くなかったが、当時は一般に広まってそう長く経っていないプレートテクトニクスや近年提唱されたばかりの隕石衝突による恐竜絶滅説が取り上げられている。地球温暖化や砂漠化など、地球規模の環境問題も取り上げられており、生命を育む惑星として地球を捉えた構成となっている。

### エピソードリスト
第1集のみ60分枠、他は50分枠である。
第1集 水の惑星・奇跡の旅立ち
初放送 - 1987年1月25日
カナダやオーストラリアに残されたクレーターを取材し、微惑星同士の衝突で原始地球が形成される過程や、地球が冷却され海が誕生する経緯を解説する。
第2集 引き裂かれる大地
初放送 - 1987年2月22日
アイスランドで見られる大西洋中央海嶺やアフリカ大陸の大地溝帯といったプレート拡大境界を取り上げ、地球のマントルの熱がどのように地表へ作用しているかを語る。
第3集 残されていた原始の海
初放送 - 1987年3月29日
オーストラリアのストロマトライトやイエローストーン国立公園の極限環境微生物を通して原始生命を追求し、地球で最初に酸素を生産した生物の謎に迫る。
第4集 奇岩にひそむ大気の謎
初放送 - 1987年4月26日
オーストラリアのグレートバリアリーフや桂林市の中国南方カルストはいずれも膨大な石灰岩で形成された地形である。これら石灰岩には過去の地球大気に含まれていた二酸化炭素が固定されている。
第5集 巨大山脈の誕生
初放送 - 1987年5月31日
ヒマラヤ山脈からはアンモナイトの化石が産出する。かつて海だった地域が世界一高峻な山脈になるまでの地殻変動を描く。
第6集 巨木の森・大地を覆う
初放送 - 1987年6月28日
植物は4億年前に陸上に進出して以降、多様な植生を形成しながら地球を広く覆うに至った。ボルネオの熱帯雨林や太古の森林を通して陸上植物の進化を辿る。
第7集 恐竜の谷の大異変
初放送 - 1987年7月26日
恐竜の絶滅は巨大隕石の衝突による寒冷化に起因するとする学説が登場した。巨大隕石の衝突の証拠を探しつつ、特殊撮影でその絶滅の様子を描写する。
第8集 氷河期襲来
初放送 - 1987年8月30日
ヨーロッパや北アメリカ大陸が厚い氷に覆われていた時代。最終氷期に代表される氷期は過去7回あったとされ、グリーンランドやアラスカ州など現在も残る氷床・氷河をヒントに氷期の謎を解き明かす。
第9集 移動する大砂漠
初放送 - 1987年9月27日
樹木のない砂漠は地球の大気循環により形成され、南北両半球の乾燥ベルト地帯は両極の氷床の消長に影響される。取材班はサハラ砂漠へ向かい、その機構を紹介する。
第10集 資源を産んだマグマ噴出
初放送 - 1987年10月25日
地球の生成進化と密接して誕生した金属資源。マグマの上昇と水の作用によって生じる資源の形成の仕組みをアンデス山脈で調査する。
第11集 多重バリアーが守る生命の星
初放送 - 1987年11月29日
地球上で生命が存続するために欠かせない対流圏・成層圏・磁気圏を特集し、地球生物がいかに真空や紫外線といった外宇宙の環境から多重に守られているかを解説する。
第12集 太陽系第三惑星・46億年目の危機
初放送 - 1987年12月27日
シリーズ最終集。11回をかけて俯瞰した46億年の歴史の果てにある、人類の人口増加と文明の発展、そしてそれらによる地球環境への悪影響に注目する。過去に人類が何をなしたのか、これから何をなすのか、地球の今後に警鐘を鳴らす。

## 製作
撮影には特殊撮影の手法が採用された。原始惑星や微惑星のクレーターや断崖は発泡スチロールに珪砂を塗布して撮影された。衝突の際の爆発は被写体の速度変化が大きいため画質の劣化が顕著であり、画角の調整や工夫、新しい信号システムが求められた。

### 制作スタッフ
- 音楽 - 吉川洋一郎
- ナレーター - 桜井洋子、山本和之
- 企画・監修・解説 - 松井孝典
- 諮問委員 - 上田誠也、大島泰郎、北野康、坂田俊文、濱田隆士、松井孝典
- 単行本の見返しデータ作成 - 鎮西清高（地質学者、単行本第4巻の取材協力・写真･資料提供、付録の執筆も担当）
- 『まんが地球大紀行』の監修 - 濱田隆士
- 参加協力 - 多数の地球科学者

## 放送とリリース

### DVD
地球大紀行 DVD EARTH BOX（全6巻）
2002年5月24日に発売。DVD1枚に2話ずつ収録される。1話ごとに「その後15年の地球大紀行」と題した特典映像（構成：中雄一、ナレーター：桜井洋子は放送時と同じ組合せ。）が追加されており、当時は無かった映像や、その後主流になった仮説などが紹介される。

### サウンドトラック
オリジナル・サウンドトラック
音楽：吉川洋一郎の名義で、1987年 - 1988年にかけて、第1集「THE MIRACLE PLANET」、第2集「アクアクの夢」、第3集「キプロス」、総集編「MUSIC FOR “THE MIRACLE PLANET”」の計4作が発売された。媒体はLPレコード、カセット・テープ、CD（コンパクト・ディスク）である。レコード会社は東芝EMI株式会社（現・株式会社EMIミュージック・ジャパン）である。
以下に収録タイトルを示す。なお第1集「THE MIRACLE PLANET」については当該項目を参照のこと。
| #   | タイトル               | 作詞 | 作曲・編曲 | 時間 |
| --- | ---------------------- | ---- | ---------- | ---- |
| 1.  | 「パタゴニア」         |      |            | 2:56 |
| 2.  | 「K2」                 |      |            | 5:17 |
| 3.  | 「オーロラヴェール」   |      |            | 4:09 |
| 4.  | 「Tassili N' Ajjer」   |      |            | 3:29 |
| 5.  | 「アクアクの夢」       |      |            | 4:08 |
| 6.  | 「桂林 (Remix)」       |      |            | 5:14 |
| 7.  | 「午前四時の木精」     |      |            | 3:58 |
| 8.  | 「熱帯群蝶図Ⅰ」        |      |            | 1:53 |
| 9.  | 「熱帯群蝶図 II」      |      |            | 2:00 |
| 10. | 「SAHARA」             |      |            | 5:03 |
| 11. | 「アクアクの夢 (Rep)」 |      |            | 2:04 |

| #   | タイトル                   | 作詞 | 作曲・編曲 | 時間 |
| --- | -------------------------- | ---- | ---------- | ---- |
| 1.  | 「タラワ」                 |      |            | 4:06 |
| 2.  | 「火の祭典」               |      |            | 3:44 |
| 3.  | 「ネルトリンゲンの森にて」 |      |            | 4:41 |
| 4.  | 「キプロス」               |      |            | 3:52 |
| 5.  | 「ヌーベ」                 |      |            | 2:13 |
| 6.  | 「ネブラスカ」             |      |            | 4:27 |
| 7.  | 「ポナペ島の午後」         |      |            | 2:36 |
| 8.  | 「午前4時の木精」          |      |            | 4:11 |
| 9.  | 「神々の復活」             |      |            | 4:15 |
| 10. | 「ミラクル・プラネット」   |      |            | 2:49 |

| #   | タイトル                                         | 作詞 | 作曲・編曲 | 時間 |
| --- | ------------------------------------------------ | ---- | ---------- | ---- |
| 1.  | 「The Miracle Planet」                           |      |            | 2:31 |
| 2.  | 「K2」                                           |      |            | 5:17 |
| 3.  | 「オーロラベール」                               |      |            | 4:08 |
| 4.  | 「パタゴニア (Short Version)」                   |      |            | 2:40 |
| 5.  | 「キプロス」                                     |      |            | 3:51 |
| 6.  | 「ヌーベ」                                       |      |            | 2:02 |
| 7.  | 「380Million Years on the Earth」                |      |            | 3:37 |
| 8.  | 「火の祭典」                                     |      |            | 3:43 |
| 9.  | 「アクアクの夢」                                 |      |            | 4:05 |
| 10. | 「Tassili N' Ajjer」                             |      |            | 3:30 |
| 11. | 「午前4時の木精」                                |      |            | 4:00 |
| 12. | 「クレーター・オン・ザ・ムーン (Short Version)」 |      |            | 2:06 |
| 13. | 「トラバーチン (Short Version)」                 |      |            | 2:47 |
| 14. | 「熱帯群蝶図Ⅰ」                                  |      |            | 1:55 |
| 15. | 「NEBRASKA」                                     |      |            | 4:27 |
| 16. | 「The Miracle Planet on Strings」                |      |            | 1:32 |
| 17. | 「桂林 (REMIX)」                                 |      |            | 5:14 |

## 書籍版
この番組とのメディアミックスとして、日本放送出版協会から『地球大紀行』（全6巻、1巻に2集ずつ収録される、以下「単行本」と記す）が発売された。
また、『まんが地球大紀行』（全6巻：ひきの真二 画）として漫画化もされており、こちらは番組内容の紹介だけではなく、スタッフが番組を作成する過程を取材や特撮セットを作る様子などをもコミカルに描いた作品となっている。監修は諮問委員の1人・濱田隆士が担当。2012年には同じくひきの真二が作画した全3巻の改訂版が小学館から出版された。

### 刊行情報
単行本
- 第1巻 1987年2月、ISBN 9784140085080
- 第2巻 1987年4月、ISBN 9784140085097
- 第3巻 1987年6月、ISBN 9784140085103
- 第4巻 1987年8月、ISBN 9784140085110
- 第5巻 1987年10月、ISBN 9784140085127
- 第6巻 1987年12月、ISBN 9784140085134

漫画版
- 第1巻 1987年5月、ISBN 9784092260016
- 第2巻 1987年6月、ISBN 9784092260023
- 第3巻 1987年8月、ISBN 9784092260030
- 第4巻 1987年10月、ISBN 9784092260047
- 第5巻 1988年1月、ISBN 9784092260054
- 第6巻 1988年4月、ISBN 9784092260160

漫画改訂版
- 第1巻 「水の惑星 生命誕生のひみつ」（2012年4月、ISBN 9784778037420）
- 第2巻 「恐竜の絶滅 気候変化のなぞ」（2012年7月、ISBN 9784778037505）
- 第3巻 「生命の星 大気と空のふしぎ」（2012年8月、ISBN 9784778037512）

## ジュニアスペシャル版
本作は『NHKジュニアスペシャル』枠にて、小中学生向けに編集されたものも1998年に1学期分として放送され、その後2000年・2001年・2004年に再放送された。上原さくらと濱田隆士がレギュラー出演した。専門家として出演した濱田隆士は本作と『生命40億年はるかな旅』のNHKジュニアスペシャル版で知名度を高めたとされる。全7回。東京都市大学の萩谷宏のウェブサイト上に補足資料と製作の様子が公開されている。

## 評価
本作は日本の高等学校における理科教育にも各校で取り入れられた。2017年度までの報告によると、当時630校存在する日本の定時制高校の理科教員242人を対象とした調査において、『NHK特集』を含む『NHKスペシャル』を授業に利用したことのある教員は52%に達した。本作はその中でも『地球大進化』（2004年）と『人体』シリーズに並んで利用頻度が高かった。
愛知県立大学の伊藤稔明は、プレートテクトニクスや隕石衝突説といった新しい仮説を採用している点について、緻密かつ大胆で意欲的と評価している。また環境問題に触れている点については、地球史をテーマとする後継の科学番組の土台を作ったと分析している。